# بيتر وليامز (لاعب كرة قدم أسترالية)
بيتر وليامز (بالإنجليزية: Peter Williams)‏ هو لاعب كرة قدم أسترالية أسترالي، ولد في 10 أكتوبر 1944.

## وصلات خارجية
- بيتر وليامز على موقع AustralianFootball.com (الإنجليزية)
- بيتر وليامز على موقع AFLtables.com (الإنجليزية)